# Москательный товар
Москате́льный товар (от перс. мошк‎ — мускус) также химико-москательный товар — устаревшее название предметов бытовой химии (красок, клеёв, технических масел и др.) как предметов торговли.
Химико-москательные товары используются главным образом для удовлетворения хозяйственных и бытовых нужд и, в зависимости от назначения, подразделяются на следующие основные группы:
- химические бытовые товары;
- удобрения и стимуляторы роста растений;
- ядохимикаты;
- санитарно-гигиенические товары;
- клеи;
- мыло и моющие средства;
- топливо-осветительные средства, смазочные продукты и сапожные мази;
- шлифовально-полировочные материалы (полироли и абразивные материалы);
- лакокрасочные товары;
- кисти малярные.